# Hotel Ardealul

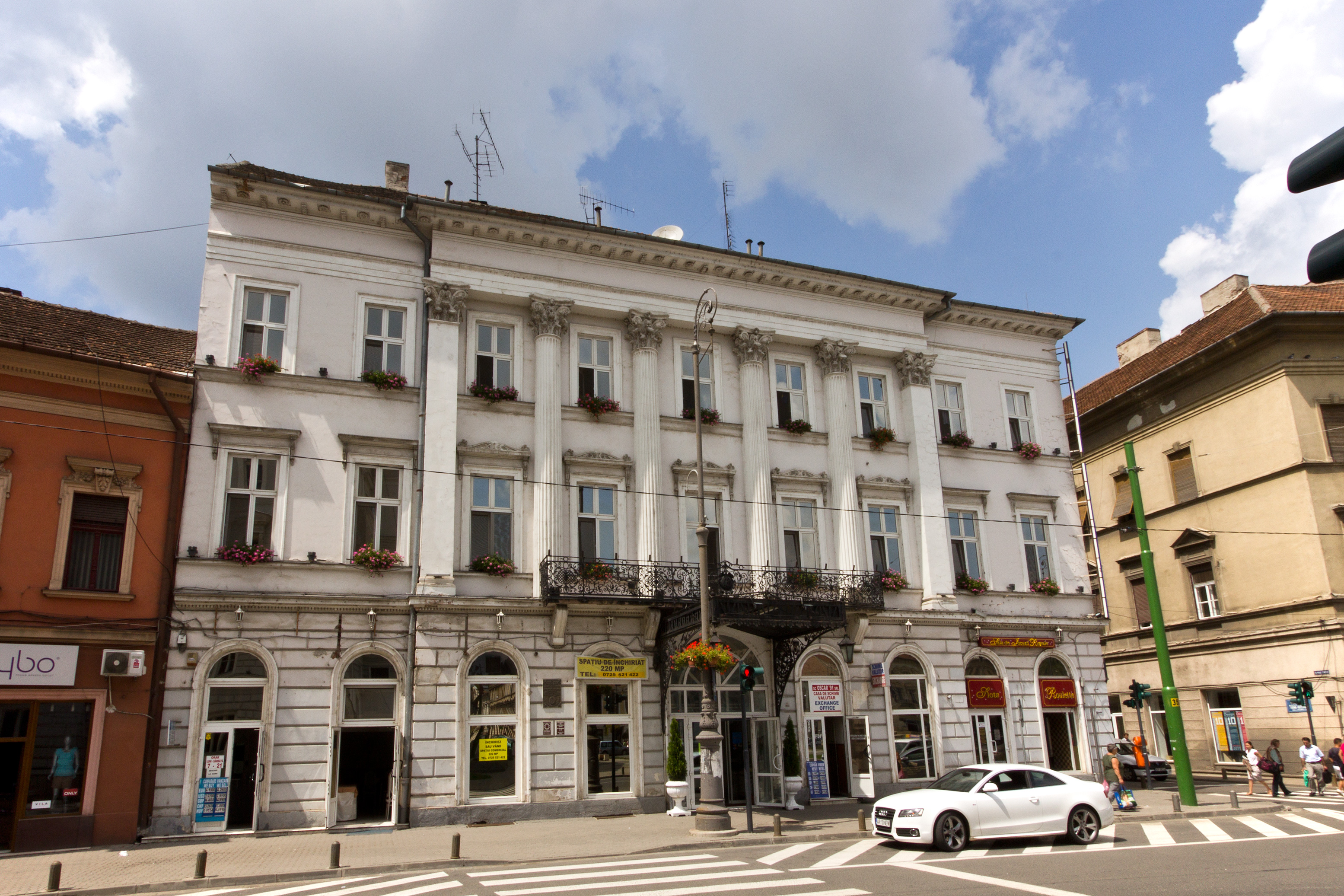
Hotel Ardealul, 2011

Clădirea Hotelului Ardealul din Arad (fostul Hotel Crucea Albă) este un monument istoric din peisajul arhitectural al Municipiului Arad (cod LMI AR-II-m-B-00558). Pe locul actualei clădiri se afla încă în secolul al XVIII-lea stația de poștalioane a Aradului. 
Clădirea actuală a fost construită între anii 1840-1841, după planurile arhitectului Franz Mahler.

## Istoric
În 1868 după inaugurarea căii ferate Arad - Alba Iulia, activitatea de poștalion pe Strada Eminescu încetează, astfel în clădire va funcționa Hotelul Crucea Albă. În 1872, în sala de festivități, s-au adunat peste 300 de fruntași români din vestul Transilvaniei, sub conducerea lui Alexandru Mocioni, pentru elaborarea unui program de revendicări naționale și realizarea unei organizații politice românești. Tot în această sală a avut loc, în 1863, adunarea generală de constituire a Asociației culturale arădene, care-și propusese scopuri similare cu ale Astrei de la Sibiu. În sala de festivități a hotelului au concertat personalități de renume mondial, ca Franz Liszt (1846), Johann Strauss-fiul (1847), Johannes Brahms (1879), Pablo Casals (1912) și alții.
La hotel diferite personalități ale culturii române și internaționale au fost oaspeți, ca și George Coșbuc, Duiliu Zamfirescu, Octavian Goga, Cincinat Pavelescu sau George Enescu, Ion Luca Caragiale, Nicolae Iorga, Jules Massenet, Francois Copee, Ady Endre și Arany János. 
Hotelul a suferit ample lucrări de restaurare, din perioada de început, în Muzeul din Arad, păstrându-se pianul din sala de festivități, la care a concertat Franz Liszt.